# Monasticon belge
Het Monasticon belge is een monumentaal prosopografisch werk over de geschiedenis van de grote Belgische kloosters tot 1789. Het is geschreven in het Frans en telt 23 volumes.

## Geschiedenis
De benedictijn Ursmer Berlière (1861–1932) uit de abdij van Maredsous begon de publicatie als aanvulling en correctie op de Gallia christiana. Eind 19e eeuw verschenen de eerste afleveringen. Voor zijn dood schreef hij vier volumes van in totaal 811 bladzijden. In 1955 zette het Centre national de recherches d'histoire religieuse de reeks verder. Met de medewerking van talrijke geleerden werd het werk in 1993 voltooid.
Het Monasticon belge is geordend naar provincie en daarbinnen naar orde (benedictijnen, cisterciënzers, premonstratenzers en reguliere augustijnen) en geslacht. Het is in druk bij uitgeverij Brepols.
In 2023 is de reeks digitaal beschikbaar gemaakt door de Koninklijke Commissie voor Geschiedenis.

## Overzicht
- Deel 1. Provinces de Namur et de Hainaut, 2 vol., 1890-1897
- Deel 2. Province de Liège, 2 vol., 1928-1929
- Deel 3. Province de Flandre occidentale, 4 vol., 1960-1978
- Deel 4. Province de Brabant, 6 vol., 1964-1972
- Deel 5. Province de Luxembourg, 1 vol., 1975
- Deel 6. Province de Limbourg, 1 vol., 1976
- Deel 7. Province de Flandre orientale, 5 vol., 1977-1989
- Deel 8. Province d'Anvers, 2 vol., 1992-1993